# Avril Doyle
Avril Doyle (ur. 18 kwietnia 1949 w Dublinie) – irlandzka polityk, parlamentarzystka krajowa, deputowana do Parlamentu Europejskiego (1999–2009).

## Życiorys
Pochodzi z rodziny o politycznych tradycjach. Jej ojciec był senatorem, a dziadek członkiem niższej izby irlandzkiego parlamentu.
Kształciła się na University College Dublin. Pracowała w laboratorium biochemicznym oraz jako nauczycielka. Była radną hrabstwa Wexford, przez jedną kadencję pełniła funkcję burmistrza Wexford. W 1982 wybrana na posłankę do Dáil Éireann. Mandat utraciła w 1989, odzyskała w 1992, utrzymując go do wyborów w 1997. W latach 1989–1992 i 1997–2002 zasiadała w irlandzkim senacie. Dwukrotnie (1982–1987 i 1994–1997) zajmowała niższe stanowisko rządowe ministra stanu w koalicyjnych gabinetach.
W 1999 i w 2004 z listy Fine Gael uzyskiwała mandat posłanki do Parlamentu Europejskiego. Zasiadała w grupie Europejskiej Partii Ludowej i Europejskich Demokratów, pracowała m.in. w Komisji Ochrony Środowiska Naturalnego, Zdrowia Publicznego i Bezpieczeństwa Żywności, a w latach 2007–2009 jako wiceprzewodnicząca Komisji Rybołówstwa. Nie ubiegała się o reelekcję.